# Lưu Xương (Triệu vương)
Lưu Xương (chữ Hán: 刘昌, ? - 73 TCN), tức Triệu Khoảnh vương (赵顷王), là vị chư hầu vương thứ 9 của nước Triệu, chư hầu nhà Hán trong lịch sử Trung Quốc.
Lưu Xương là con trai thứ của Triệu Kính Túc vương Lưu Bành Tổ, vua thứ tám của nước Triệu. Ban đầu, ông được phong làm Vũ Thủy hầu.
Người anh trưởng là thái tử Lưu Đan bị gian thần Giang Sung hãm hại rồi bị nhà Hán bỏ ngục. Triệu Kính Túc vương sau đó lại thương con nhỏ là Náo Nỉ, có mẹ nguyên là phi của Giang Đô vương, anh Bành Tổ. Năm 92 TCN, Bành Tổ mất, Hán Vũ Đế hỏi hoạn giả Náo Cơ về việc nên chọn ai kế tục ở Triệu. Náo Cơ rằng Náo Tử là người dâm tà, và Lưu Xương không có tội nhưng cũng không có gì đáng khen. Vũ Đế bèn chọn ông kế thừa tước Triệu vương. Người em là Yển cũng được phong làm Bình Can vương.
Năm 73 TCN, Lưu Xương qua đời. Ông làm Triệu vương 19 năm. Con là Tôn kế tự, tức Triệu Hoài vương.